# Mozilla
Mozilla是一个自由軟體社群，由網景通訊公司的成員於1998年創立。在非正式的場合下，「Mozilla」這個名字常用於不同的事物上。這些事物大都與現已歇業的網景通訊公司及其旗下的應用軟體相關。許多其它「Mozilla」名詞的用法請見下方敘述。

## 開發代號
最初，「Mozilla」被用作網景領航員的開發代號。網景通訊公司希望網景領航員能夠取代當時世界第一的Mosaic，而這個名字由「Mosaic Killa」（Killa是俚語中Killer的拼法）变化而来，并与经典的虚拟怪物哥吉拉谐趣：「Godzilla eat the Mosaic」，即Mosaic+Godzilla+Killa=Mozilla，Netscape工程師傑米·加文斯基說他是在一次Netscape員工會議上想到這個名字的。

## 开放原始代码计划
1998年3月31日，Netscape在源碼開放許可證的安排下，公開了網景通訊家的大部分原始碼。這個項目沿用了Mozilla的名稱，並且新成立了Mozilla開發社群，及其專門網站Mozilla.org。不過由於通訊家的原始碼老舊難以維護，通訊家的原始碼差不多被全部拋棄，Mozilla社群開發出更穩定、更多功能的新一代互聯網應用套件。經過一段長時間的開發之後，應用套件終於在2002年6月5日誕生。Mozilla當時成為該應用套件的名字。
Mozilla的程式碼成為了Netscape 6和Netscape 7的基礎。而由基金會推出的Mozilla Firefox、Mozilla Thunderbird也是基於Mozilla最底層的程式碼。為了幫助一般用戶分辨基金會旗下的多個軟件，基金會開始把應用套件稱呼為「Mozilla Application Suite」，簡稱「Mozilla Suite」。
Mozilla基金會已不維護Mozilla Application Suite，以便集中開發人員的精神在Firefox和Thunderbird上。現時Mozilla Application Suite已由非正式的SeaMonkey所取代。

## 社群
Mozilla社群由來自全球的積極貢獻者支持，部分志工参与運作，包括軟體在地化、程式設計等。
Mozilla社群也指一个非嚴密組織。其成员使用、開發、推廣並支持Mozilla相關計畫及Mozilla宣言開放網路理念，名為「Mozillians」（中文：「摩茲志士」或「摩茲人」）。
具體的行動包括：
- 翻譯在地化Mozilla的軟體及網站成為其他語言。
- 在部落格或各相關活動進行網頁標準宣導，有時是獨立行動、有時以更具組織的形式諸如“Mozilla Reps”專案呈現[12][13]。
- 組織在地及國際相關Mozilla會議，例如：Mozilla Camp、Mozilla Summit及Drumbeat。
- 透過網路論壇及IRC等管道提供Mozilla產品使用者支援。
- 為學童組織教育活動，透過如“Hackasaurus”[14]等專案傳授全球資訊網及如何製作網路內容等知識。
- 測試Mozilla各產品的未正式發行版本並回報問題[15]。

許多此類活動為志願工作，而部分則由Mozilla基金會贊助。

## 外部連結
- 官方网站
- Mozilla宣言（页面存档备份，存于）
- Mozilla Wiki（Mozilla社群的重要里程碑[英文]）
- Mozilla Mercurial Repository